# Gorakhpur
Gorakhpur (em panjabi: ਗੋਰਖ਼ਪੁਰ) é uma aldeia localizada no distrito de Shaheed Bhagat Singh Nagar, no estado de Punjab, na Índia. Está localizado a 1,8 (1,1 mi) quilômetros de Langroya, 6 (3,7 mi) quilômetros da cidade de Mukandpur, 12,7 quilômetros (7,9 mi) do distrito Shaheed Bhagat Singh Nagas e 87 quilômetros (54 mi) da capital do estado, Chandigarh. A aldeia, assim como as demais indianas, é governada por um sarpanch, eleito democraticamente pela maioria da população residente no assentamento.

## Demografia
Segundo o relatório publicado pelo Censo da Índia de 2011, a aldeia Gorakhpur é composta por um total de 229 casas e a população total é de 1085 habitantes, dos quais 556 são do sexo masculino e 529, do sexo feminino. O nível de alfabetização da aldeia é C maior que a média do estado, a qual é de 75.84%.
Conforme constatação do Censo, 295 pessoas exercem seu trabalho fora da aldeia; dessas, 269 são homens e 26 são mulheres. O levantamento do governo também consta que 97.63% dos trabalhadores ocupam um serviço como trabalho formal e único, enquanto os outros 2.37% estão envolvidos em atividades marginais, trabalhando como meio de subsistência em diferentes lugares em menos de seis meses.

## Educação
Na aldeia, não há nenhuma escola, e os estudantes precisam ir a outras aldeias para estudar; muitas dessas aldeias estão distantes por dez quilômetros. Nas proximidades, destaca-se a Lovely Professional University a 50 quilômetros. Outras instituições de ensino também representam papel importante na região: K.C. Public, Haila, Baba Karam Singh Public e U.K. Model High School.

## Transporte
A estação de trem mais próxima de Gorakhpur é Banga; no entanto, a estação principal, Phagwara, está a 17 quilômetros (11 mi) de distância. O aeroporto mais perto é Sahnewal, localizado a 57 quilômetros, e o aeroporto internacional mais próximo é o Sri Guru Ram Dass Jee, a 158 quilômetros.